# Maxtor
Maxtor Corporation è stata una dei più grandi produttori di dischi rigidi per computer. Fondata nel 1982, era il terzo produttore di hard disk drive al mondo prima di essere acquistato da Seagate nel 2006.
Maxtor è stata attiva sia sul mercato dei server che quello dei desktop, concentrandosi di più sulla capacità che sulla velocità per i secondi.

## Storia

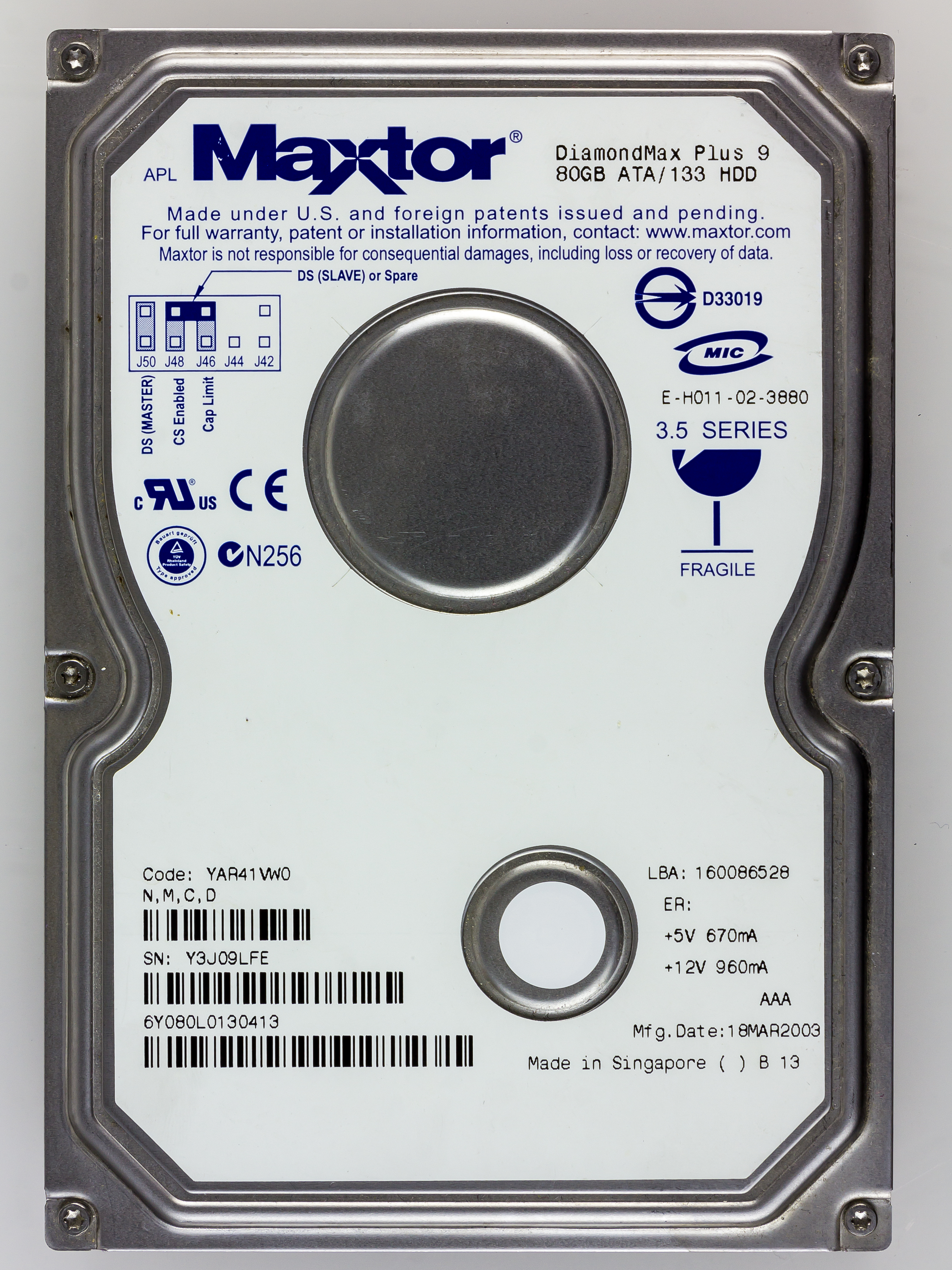
Maxtor DiamondMax Plus 9 da 80GB

James McCoy, Jack Swartz e Raymond Niedzwiecki, ex dipendenti dell'IBM, danno vita alla società Maxtor il primo luglio 1982.
A febbraio del 1983 mettono in commercio il loro primo prodotto per la Convergent Technology.
La società inizia a negoziare con la Economic Development Board di Singapore per l'insediamento della produzione in loco. Il Development Bank of Singapore si offre di finanziarla aiutandola a crescere.
Nel 1983 stabilisce un contatto e un ufficio a Tokyo in Giappone gestito da Tatsuya Yamamoto.
Nel 1990 la Maxtor entra nel mercato di massa con l'acquisto delle proprietà della fallita MiniScribe di Longmont (Colorado-USA).
Nel 1996 ridisegnano completamente le linee dei loro dischi introducendo il DSP di Texas Instruments basato sulla serie DiamondMax.
Dopo 9 anni di sviluppo la serie originale XT raggiunge la capacità di 1GB.
Maxtor a metà degli anni novanta vende i diritti della serie alla società Sequel.
Nel 1992, sull'orlo del fallimento, Maxtor esce temporaneamente dal mercato dei dischi SCSI da 5,25 pollici ad alta capacità. In quel periodo interrompe tutti i lavori di ingegneria, e alla fine del 1993 licenzia il personale della MiniScribe. Ora sposta la sede a Milpitas in California, ricominciando a costruire gradualmente il suo staff di ingegneri.
Nel 2000 Maxtor acquista il settore dei dischi rigidi di Quantum Corporation. Quest'azione le fa acquistare fette di mercato, e la reintroduce nel mercato SCSI.
Nel 2001 produce il primo disco rigido (DiamondMax Plus 540X) che supera il limite di capacità ATA: 137GB.
Nel dicembre 2005 viene acquistata dalla sua concorrente Seagate per 1,9 miliardi di dollari (USA). Il brand Maxtor è stato ripreso da Seagate alla fine del 2016, sebbene l'ex fabbrica Maxtor a Suzhou, Cina, sia stata chiusa nel 2017.